# 押谷仁
押谷 仁（おしたに ひとし、1959年4月29日 - ）は、日本の医師、医学者。学位はMPH（テキサス大学公衆衛生大学院・1997年）、医学博士（東北大学大学院・1995年）。
東北大学大学院医学系研究科微生物学分野教授。厚生労働省新型コロナウイルス感染症対策アドバイザリーボード構成員、新型コロナウイルス感染症対策分科会委員。

## 来歴
東京都出身。1991年から1994年まで、国際協力事業団（JICA）の専門家として、ザンビアでウイルス学の指導を行った経験を持つ。
1999年8月から2006年にかけては、フィリピンのマニラにある世界保健機関（WHO）西太平洋地域事務局にて感染症対策アドバイザーとして勤務した。赴任中の2002年には重症急性呼吸器症候群（SARS）が発生し、同僚のカルロ・ウルバニ内科医と共に事態収拾への対応を行った。
2005年9月より東北大学大学院医学系研究科微生物学分野教授。
2017年7月より、宮城県感染症対策員会委員、2018年より、同新型インフルエンザ対策アドバイザーチーム委員。2018年5月より、東京都新型インフルエンザ等対策有識者会議委員長。
2018年8月より、新型インフルエンザ等対策有識者会議構成員、2020年3月26日より、同基本的対処方針等諮問委員会構成員。
2020年2月14日より、政府の新型コロナウイルス感染症対策本部の下に設置された新型コロナウイルス感染症対策専門家会議構成員。同年2月25日より、厚生労働省新型コロナウイルスクラスター対策班メンバー。2020年7月新型インフルエンザ等対策閣僚会議新型インフルエンザ等対策有識者会議新型コロナウイルス感染症対策分科会委員。

## 略歴
- 1987年 - 東北大学医学部卒業
- 1987年 ~ 1988年 - 国立仙台病院研修医
- 1991年 ~ 1994年 - 国際協力事業団（JICA）専門家としてザンビアでウイルス学の指導を行う
- 1997年 - テキサス大学公衆衛生大学院修了、公衆衛生修士
- 1998年 - 新潟大学医学部公衆衛生学助手
- 1999年 - 同講師
- 1999年8月〜2006年 - 世界保健機関（WHO）西太平洋地域事務局感染症対策アドバイザー
- 2005年9月 ～2025年3月　東北大学大学院医学系研究科　微生物学分野　教授
- 2025年4月 - 東北大学大学院医学系研究科　グローバルヘルス・感染症学分野　教授

## 所属学会
- 日本ウイルス学会
- 日本熱帯医学会
- 日本細菌学会
- 日本公衆衛生学会
- 日本感染症学会

## 著書

### 共著
- （虫明英樹）『新型インフルエンザはなぜ恐ろしいのか』（NHK出版生活人新書、2009年）
- （瀬名秀明）『パンデミックとたたかう』（岩波新書、2009年）

## テレビ出演
- NHKスペシャル「SARSと闘った男〜医師ウルバニ 27日間の記録〜」[4]2004年2月15日放送[13]
- NHKスペシャル「MEGA CRISIS　巨大危機～脅威と闘う者たち～第3集 ウイルス“大感染時代”～忍び寄るパンデミック～」2017年1月14日放送[14][15]
- NHKクローズアップ現代+「新型ウイルス肺炎　封じ込めはできるのか」2020年1月28日放送[16]
- NHKスペシャル「感染はどこまで拡（ひろ）がるのか～緊急報告　新型ウイルス肺炎」[17]2020年2月9日放送[18]
- NHKクローズアップ現代+「“見えない感染”　何が起きているのか～新型肺炎・最新報告～」2020年2月18日放送[19]
- NHKBS1スペシャル「ウイルスVS人類～未知なる敵と闘うために～」2020年3月19日放送[20]
- NHKスペシャル「“パンデミック”との闘い～感染拡大は封じ込められるか～」2020年3月22日放送[21][22]
- NHKスペシャル「新型コロナウイルス 瀬戸際の攻防〜感染拡大阻止最前線からの報告〜」[23]2020年4月11日放送[24]

## 新型コロナウイルス感染症（COVID-19）対策に関する学術講演
- 日本公衆衛生学会クラスター対策研修会「COVID-19への対策の概念」（2020年3月29日）[10][11][25]
- 第117回日本内科学会講演会 緊急シンポジウム『新型コロナウイルス感染症－疫学・対策から臨床・治療までー』「クラスター対策」（2020年4月12日）[26][27]
- 第94回日本感染症学会学術講演会『COVID-19 シンポジウム―私たちの経験と英知を結集して』「クラスター解析からCOVID-19の疫学と対応策」（2020年4月18日）[28][29][30][31][32]